# Maxentiusbasilika

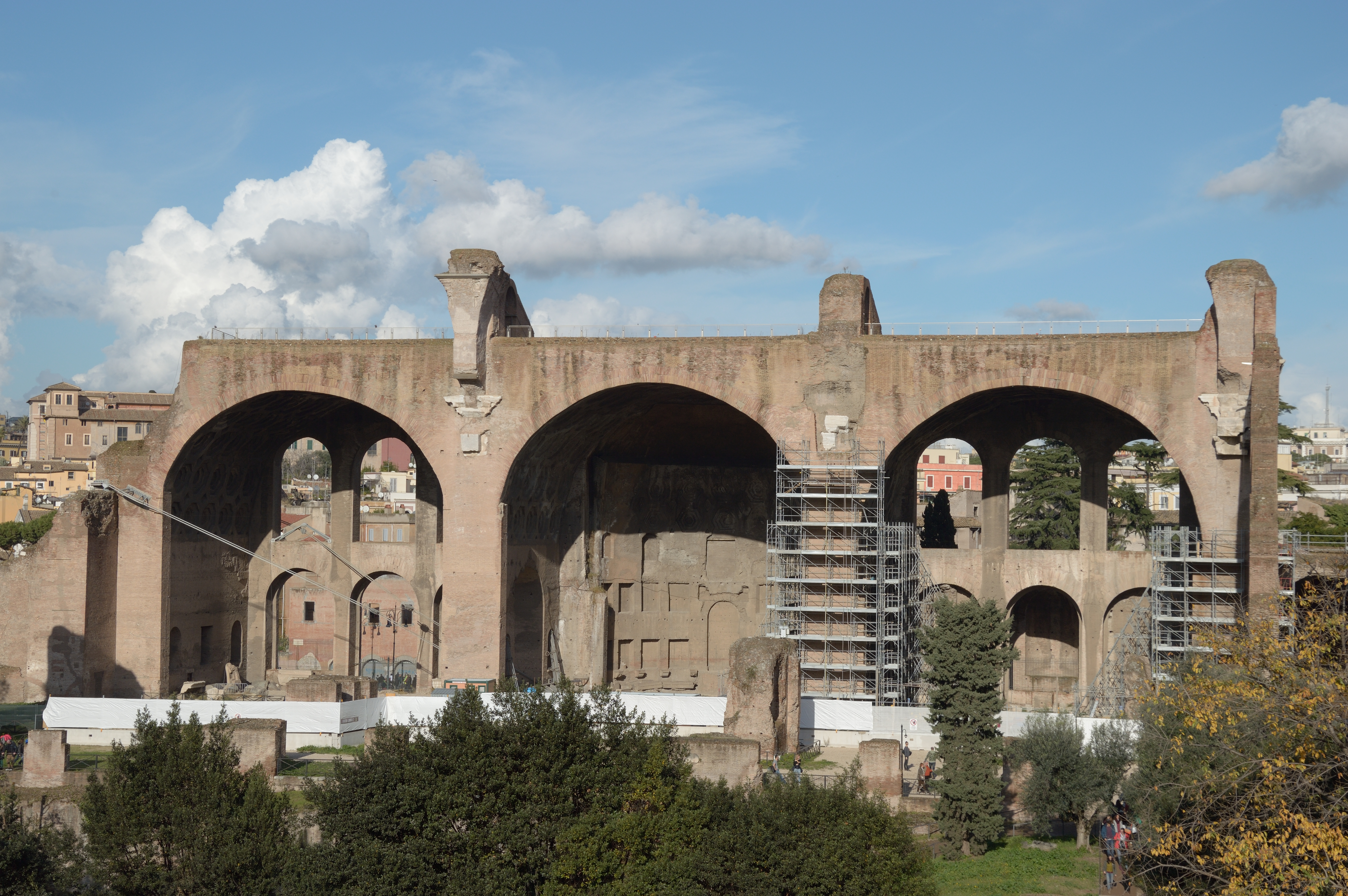
Das erhaltene Seitenschiff der Maxentiusbasilika

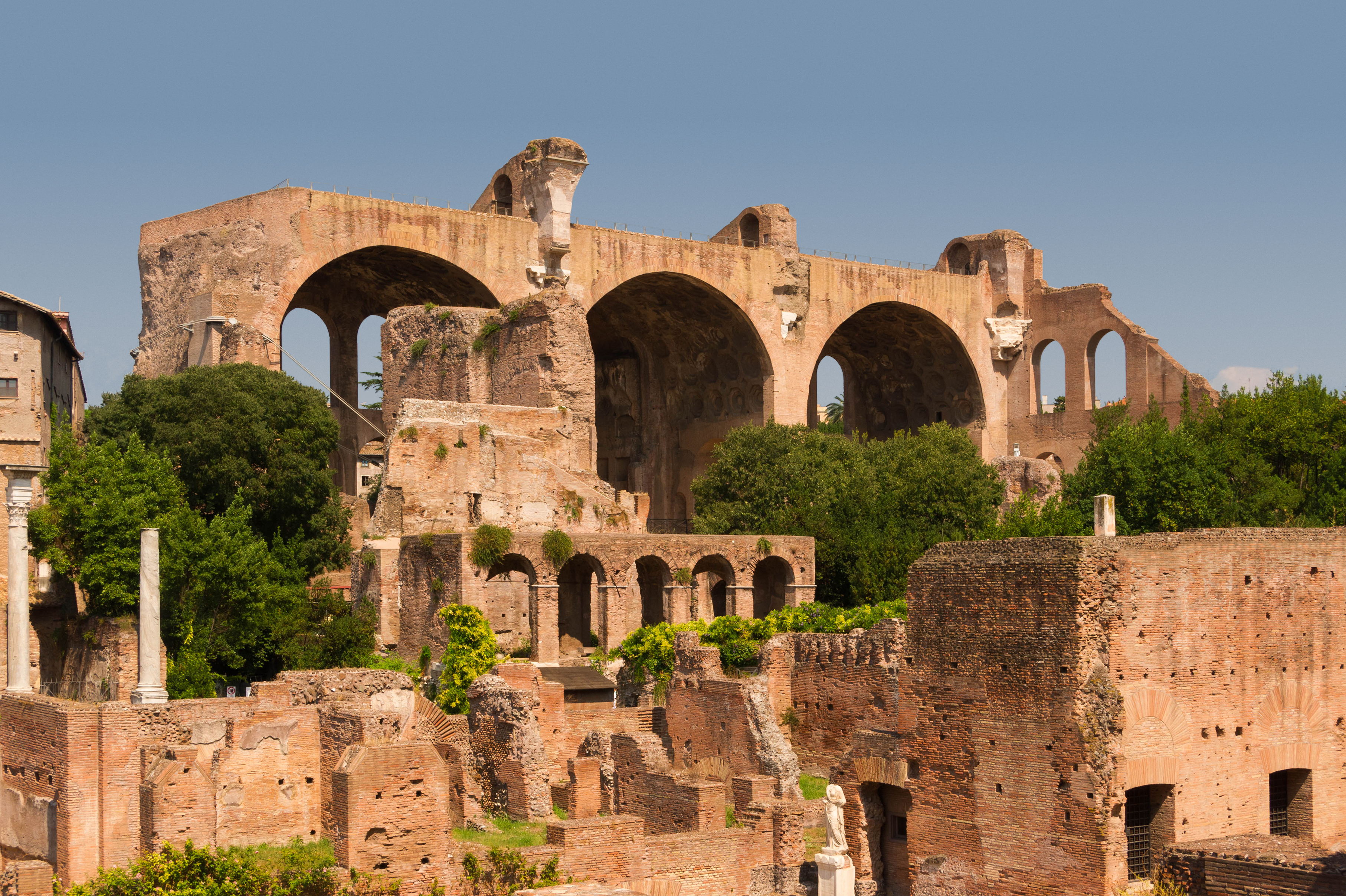
Die Maxentiusbasilika auf dem Forum Romanum

Die Maxentiusbasilika (auch Basilica Nova oder Konstantinsbasilika genannt) ist die letzte und nach der Basilica Ulpia größte römische Basilika. Sie befindet sich am Rand des Forum Romanum.

## Bau
Die Basilika wurde von 307 bis 313 auf einer Fläche von 70 Metern × 100 Metern erbaut. 
Der Bauherr, Kaiser Maxentius, verwarf den bis dahin traditionellen Typ der Säulenbasilika und orientierte sich in seinem neuen Plan am Vorbild der großen Thermenhallen, wie beispielsweise der Diokletiansthermen. Er ließ diese Basilika als monumentale Empfangshalle errichten. Das Bauwerk sollte seine Besucher, die sich ihm nur von vorn nähern konnten und somit die Längsachse des gewaltigen Bauwerks abschreiten mussten, einschüchtern. Der Kaiser selbst jedoch erlebte die Fertigstellung seiner Basilika nicht mehr, da er 312 in der Schlacht an der Milvischen Brücke fiel, in der er seinem Rivalen Konstantin I. unterlag.
So war es Konstantin, dem der römische Senat das Gebäude weihte. Zuvor führte er jedoch noch einige Änderungen durch. Er ließ in der Apsis eine Kolossalstatue seiner selbst in Akrolithtechnik errichten, außerdem wurde ein weiterer Eingang zur Via Sacra hin eröffnet und gegenüber, in die Mittelarkade des rechten Seitenschiffs, eine Nischenapsis hinzugefügt, die eine neue perspektivische Achse quer zur ursprünglichen erzeugte. Seit 354 wurde der Bau denn auch Basilica Constantini, Konstantinsbasilika, genannt. Er wurde hauptsächlich für die gerichtliche Tätigkeit des Praefectus urbi genutzt.

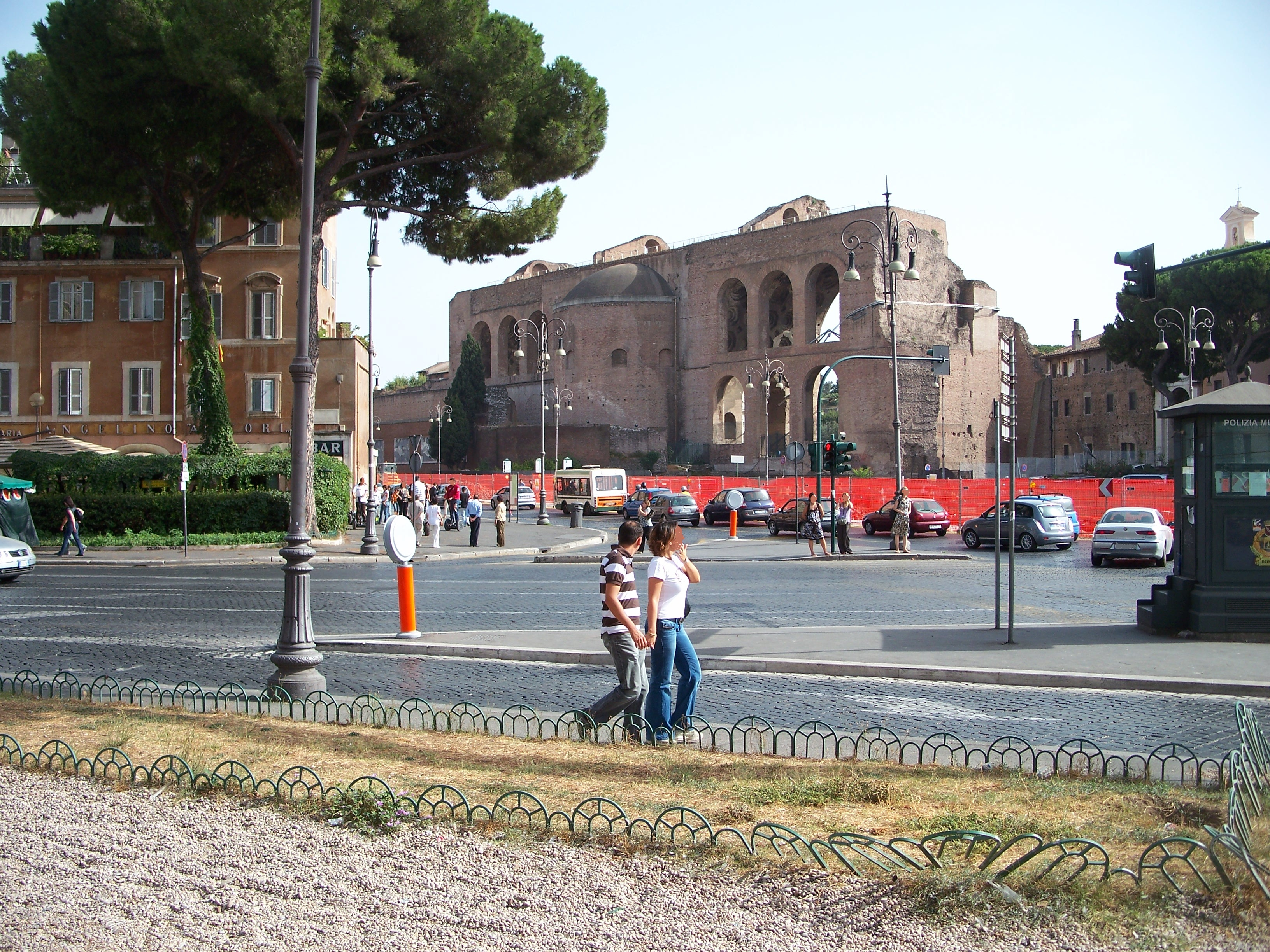
Erhaltenes Seitenschiff von der Straßenseite aus

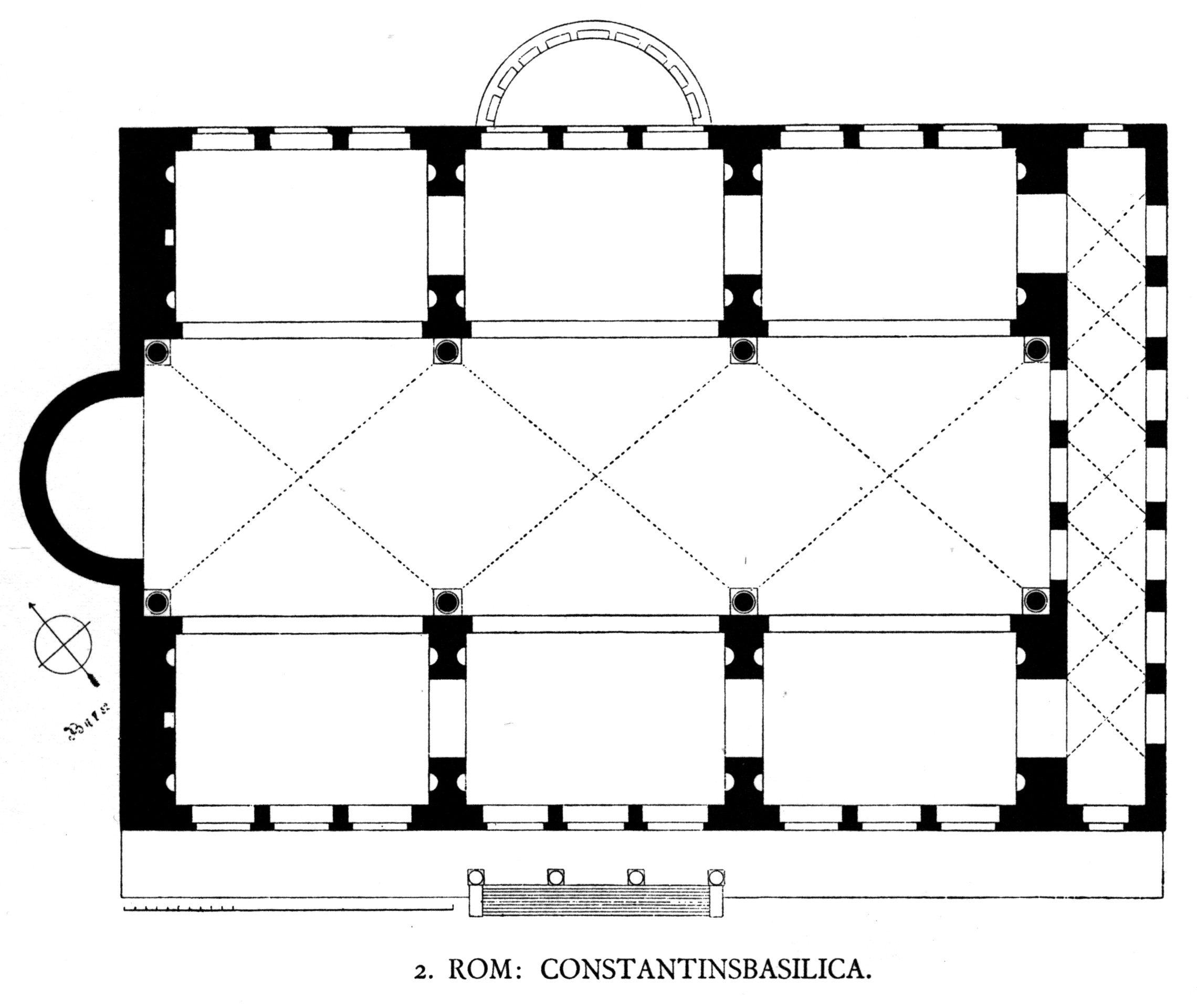
Rekonstruktion des Grundrisses

Die Basilika wurde auf einer großen, künstlichen Terrasse neben der Velia erbaut. Dieses Gelände gehörte ursprünglich zu Neros Domus Aurea und wurde unter Domitian in ein Lager für exotische Importartikel aus dem Orient umgebaut. Ausgrabungen sowie der Plan Forma Urbis Romae haben gezeigt, dass es sich um einen großen Komplex handelte, der an dieser Stelle stand, symmetrisch gegenüber einem ähnlichen Komplex auf der anderen Seite der Sacra via summa jenem Teil der Via Sacra, der im Forum Romanum vom Sattel der Velia (dem Hügel, der den Palatin mit dem Esquilin verband und später fast vollständig von der Maxentius-Basilika eingenommen wurde) bis zur Regia führte.
Eine Besonderheit der Maxentiusbasilika war die Decke. Es handelte sich nicht, wie üblich, um eine von Säulen getragene Balkendecke, sondern um ein Kreuzgewölbe, das von Pfeilern getragen wurde, ähnlich dem des Frigidariums der Diokletiansthermen, das in der Kirche Santa Maria degli Angeli e dei Martiri erhalten ist. Das kassettierte Mittelschiff reichte 35 Meter hoch bis zu den Deckenrosetten, die das Gesamtbild harmonisch abschlossen. Die Seitenschiffe haben bzw. hatten quer zur Längsachse des Gebäudes stehende Tonnengewölbe, so dass sie jeweils eine Folge von drei Nischen des Hauptschiffs bild(et)en.

## Größenvergleiche
Die Höhe des Mittelschiffes kann ziemlich genau geschätzt werden. Da die erhaltenen Seitenräume 24,50 Meter hoch sind, muss das Hauptschiff etwa 35 Meter hoch gewesen sein. Das knapp 200 Jahre ältere Pantheon hat eine Innenhöhe von 43,45 m. Bei der 220 Jahre später errichteten Hagia Sophia in Konstantinopel ist die Hauptkuppel 55 m hoch, die beiden Halbkuppeln etwa 40 m. Das Mittelschiff des über hundert Meter langen Doms zu Speyer ließ Heinrich IV. von 28 m auf 33 m erhöhen. Höhere Gewölbe wurden erst in der Gotik geschaffen (z. B. im Kölner Dom 43 m, in der Basilika San Petronio, der großen Pfarrkirche von Bologna 44,27 m).

## Material
In der Konstruktion solcher riesigen Gewölbe vollbrachten die Römer eine ihrer zahlreichen Meisterleistungen auf dem Gebiet der Architektur. Der Grundriss und der Wandaufbau der Maxentiusbasilika wurden 1607–1614 von Carlo Maderno als Vorbild für den Neubau des Langhauses des Petersdoms genutzt (dort 45 Meter Gewölbehöhe). Für die Marmorteile des Gebälks wurden teilweise Spolien (Überreste) aus älteren antiken Großbauten wiederverwendet.

## Einsturz
Im Jahr 1349 stürzte das Gewölbe des Hauptschiffs bei einem Erdbeben ein. Die einzige der acht 20 Meter hohen Säulen, die das Erdbeben überstand, ließ Papst Paul V. im Jahr 1614 zur Piazza Santa Maria Maggiore bringen. Heute ist nur noch das rechte Seitenschiff erhalten, dieses lässt jedoch die enormen Dimensionen des Bauwerks auch jetzt noch erahnen.